# 野崎結愛
野崎 結愛（のざき ゆめ、2007年11月15日 - ）は、日本の元女性アイドル、声優で、女性アイドルグループさくら学院、声優ユニットおにぱんず！の元メンバー。愛知県出身。2024年3月までアミューズ所属。

## 来歴
2015年にアミューズに所属。
2018年5月6日、 なかのZERO 大ホールで開催された「さくら学院 2018年度 ～転入式～」で、さくら学院に転入（加入）。
2020年9月14日配信の『さくら学院の顔笑れ!!FRESH!マンデー』にて、2020年度生徒総会が開催され、PR委員長に任命された。
2021年8月末のさくら学院の活動終了と共に同グループを卒業した。
2022年2月にテレビ東京系のおはスタ内で放送されるアニメ『おにぱん!』で、野中ここな、根岸実花とともに主演声優を務めることが発表され、同年4月から放送されている。同年6月1日にはユニット「おにぱんず！」の一人として、アニメテーマ曲の『おにパパパン！パン！』でCDデビューし、同月11日に発売記念イベントを行った。8月26日に恵比寿ザ・ガーデンホールにて初ライブを行った。
2024年4月1日、妹の野崎珠愛のインスタグラムのアカウントにおいて同年3月末でアミューズを退所した事を発表した。

## 人物
2学年年下である妹の野崎珠愛もアミューズに所属しており、結愛がさくら学院に所属する前からInstagramにて姉妹のアカウント「Yume Juna」が存在した。

## 出演

### アニメ
- おにぱん!（2022年4月11日 - 7月1日、テレビ東京系） - つつじ 役

### バラエティ
- 超無敵クラス（2022年1月18日、2月16日、2023年1月22日、6月11日、日本テレビ）

### Web配信
- Amuse＋1周年SP スーパーレディーは君だ！対決3番勝負！（2023年7月2日、Amuse＋）
- GAME HOUSE～クラッシュアイスで大はしゃぎ!～（2023年8月25日、Amuse＋）
- GAME HOUSE～即興プロポーズ大合戦!～（2023年9月1日、Amuse＋）